# Kiritikazanger
De kiritikazanger (Thamnornis chloropetoides) is een zangvogel uit de familie Bernieridae (madagaskarzangers).

## Verspreiding en leefgebied
Deze soort is endemisch in zuidwestelijk Madagaskar.

## Status
De grootte van de populatie is niet gekwantificeerd maar de soort wordt omschreven als vrij algemeen. Op de Rode lijst van de IUCN heeft deze soort de status niet bedreigd.